# Chena Hot Springs
Chena Hot Springs è una località termale, nei pressi del parco statale Chena River State Recreation Area, a 90 chilometri in direzione nord-est dalla città di Fairbanks (Alaska - Stati Uniti d'America) tramite la Chena Hot Springs Road.

## Storia
La località di Chena Hot Springs, situata nel Borough di Fairbanks North Star, è stata fondata più di 100 anni fa dopo diversi mesi di ricerca da parte di due fratelli (uno dei quali soffriva di reumatismi). Inizialmente il campo ospitava poche e piccole cabine, ma poi velocemente le strutture di supporto si sono sviluppate, diventando una delle località più famose dell'Alaska. Secondo i tecnici del Dipartimento dell'Agricoltura degli Stati Uniti (United States Department of Agriculture)  le caratteristiche dell'acqua sono molto diverse dalle altre sorgenti calde americane.

## Le sorgenti termali
La temperatura dell'acqua varia attorno a 69 °C, quindi deve essere raffreddata prima dell'utilizzo. La struttura è provvista di numerose vasche termali (sia interne che esterne), di vasche con idromassaggio, piscine. All'esterno è visibile un piccolo lago artificiale con fontana centrale.

## Meteo
La temperatura media annuale del parco è di -4,9 °C. La temperatura più elevata si ha in luglio con 20,4 °C, quella più bassa è a gennaio con -31,2 °C. La quantità media di precipitazioni in un anno è di 357 millimetri. La quantità media delle nevicate è di 161,8 centimetri ogni anno.
A Chena Hot Springs si possono vedere le aurore boreali, soprattutto intorno all'equinozio di marzo.

## Aurora Ice Museum
All'interno di Chena Hot Springs si trova il "Aurora Ice Museum". Nel museo si possono ammirare diverse sculture di ghiaccio di artisti locali.

## Centrale elettrica geotermica
Il villaggio fa uso della prima centrale a bassa temperatura geotermica costruita in Alaska. Inoltre si stanno conducendo esperimenti collaborativi nella produzione di vegetali da serra con la facoltà dell'Agricoltura e Foreste dell'University of Alaska Fairbanks (University of Alaska Fairbanks Agricultural and Forestry Experiment Station).
Dal 2006 Chena Hot Springs Resort utilizza una centrale di energia geotermica riducendo i costi da 30 centesimi/kWh a 7 centesimi/kWh (valuta=dollaro).

### Le terme

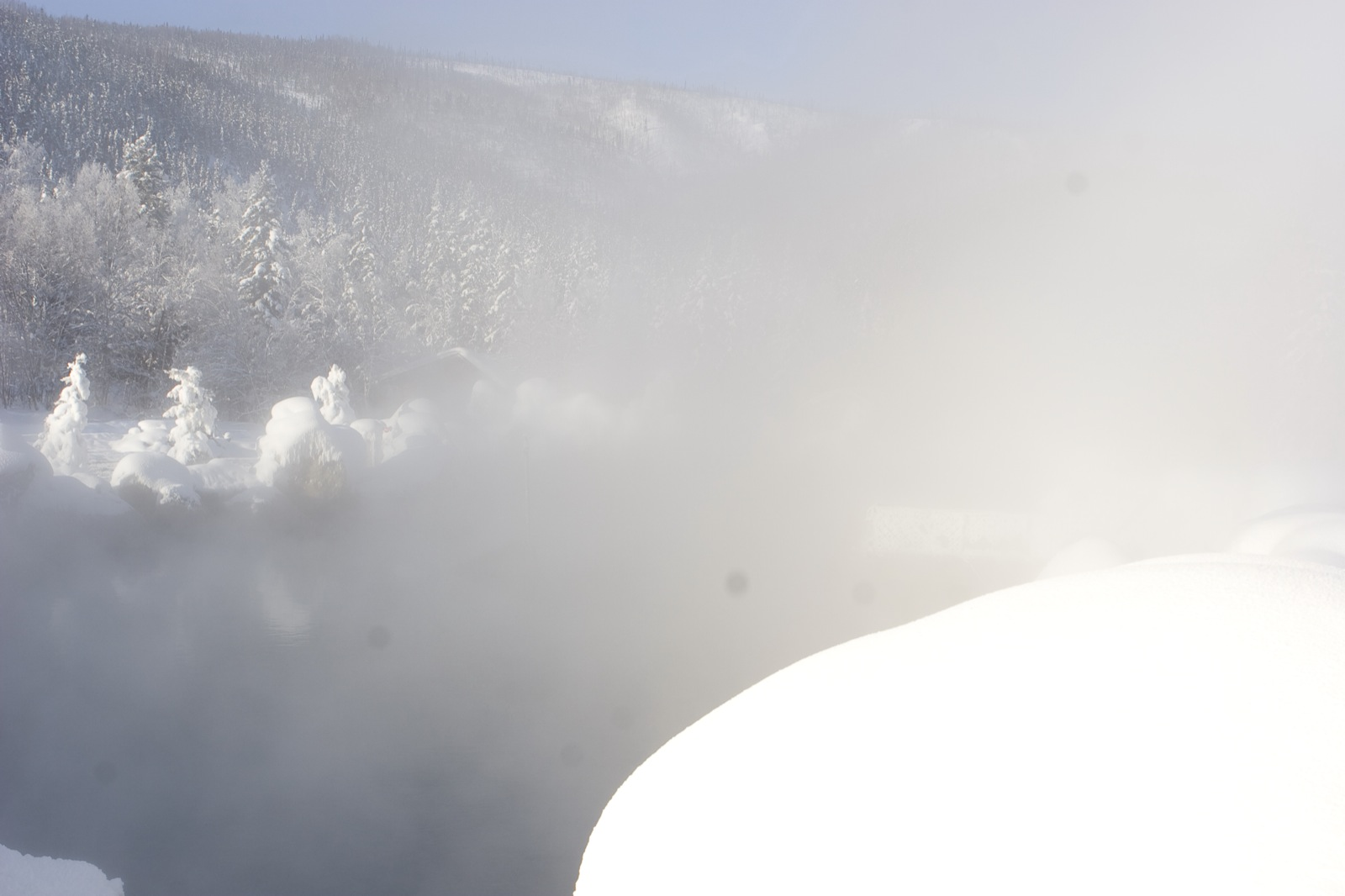
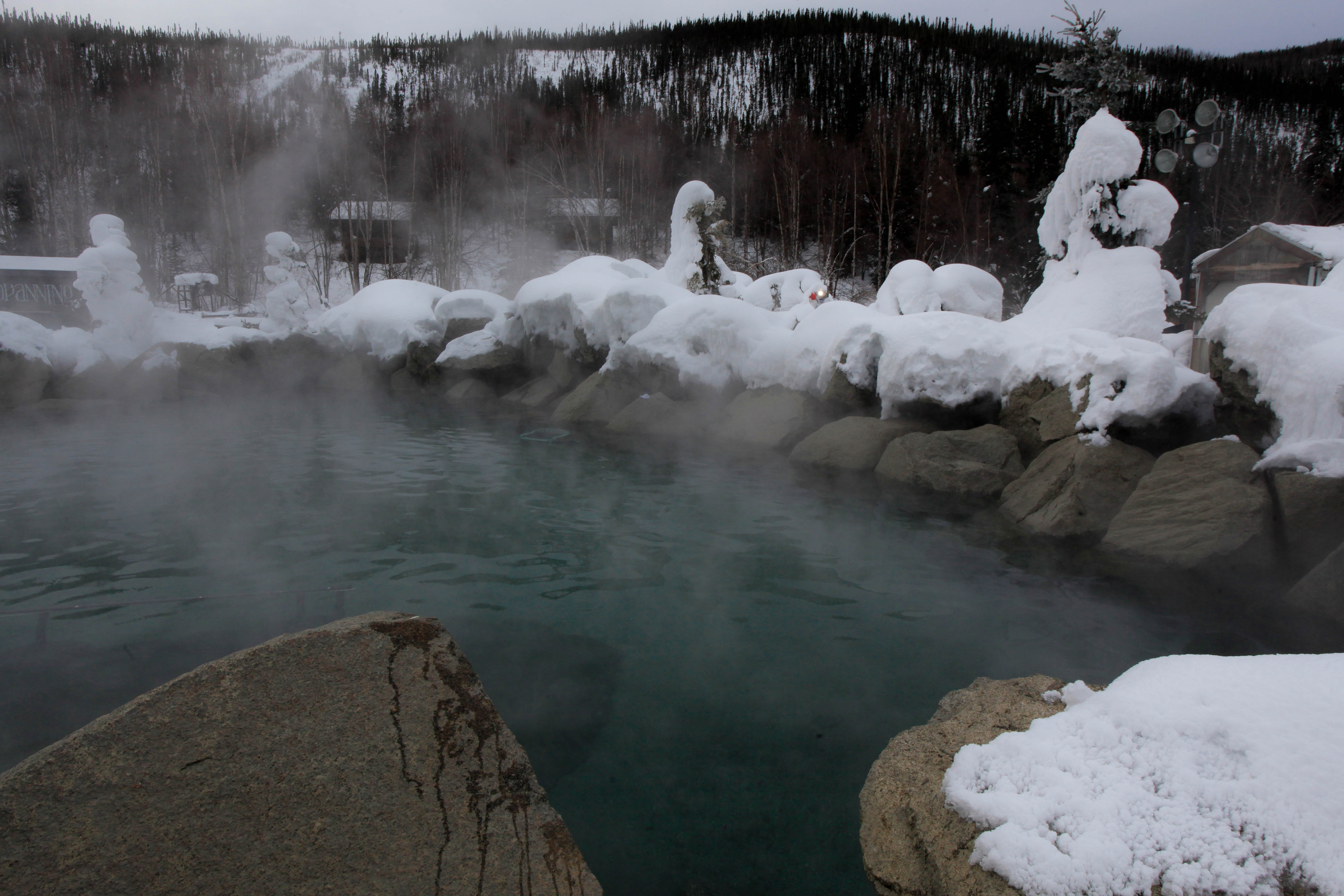
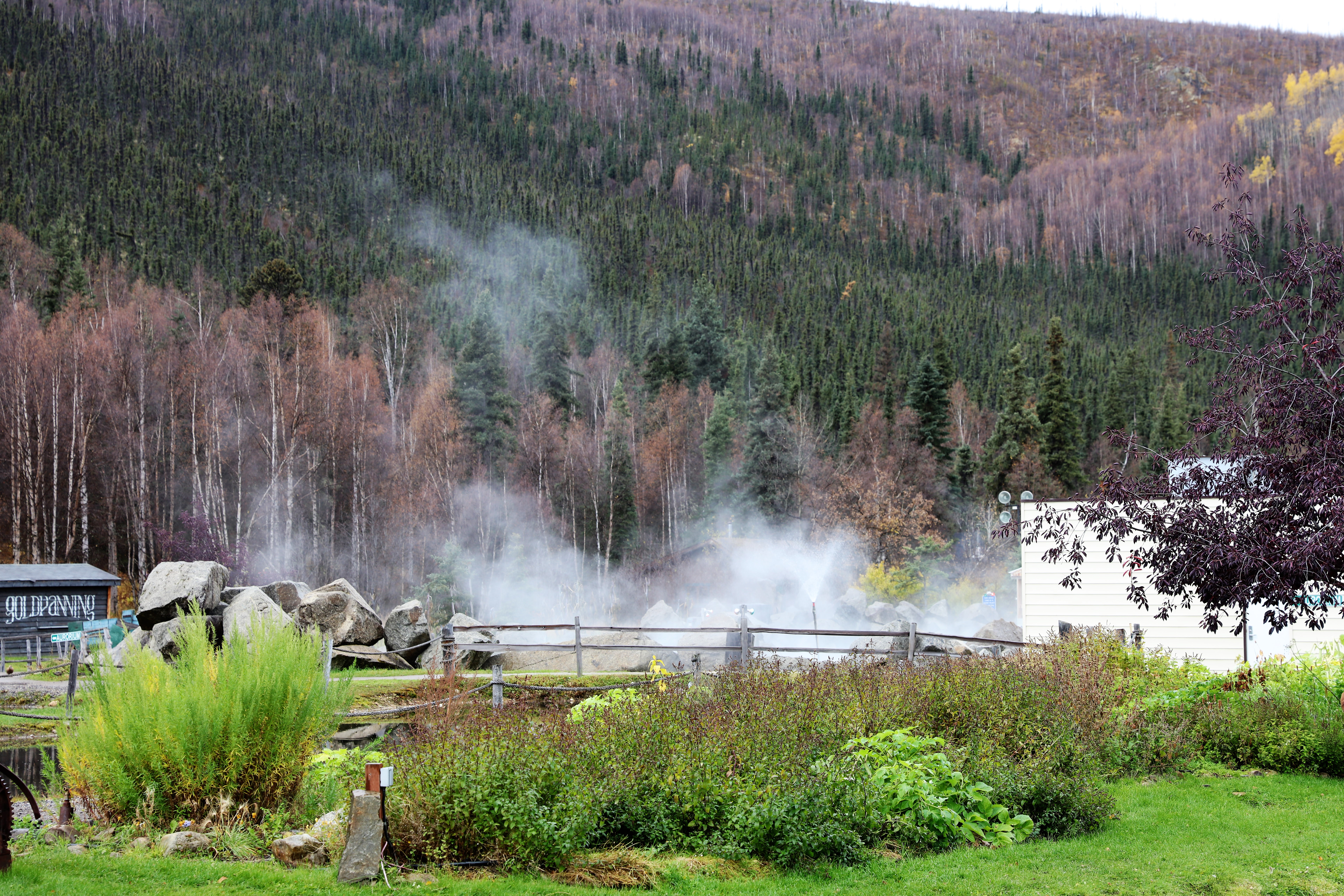

### La strada di accesso

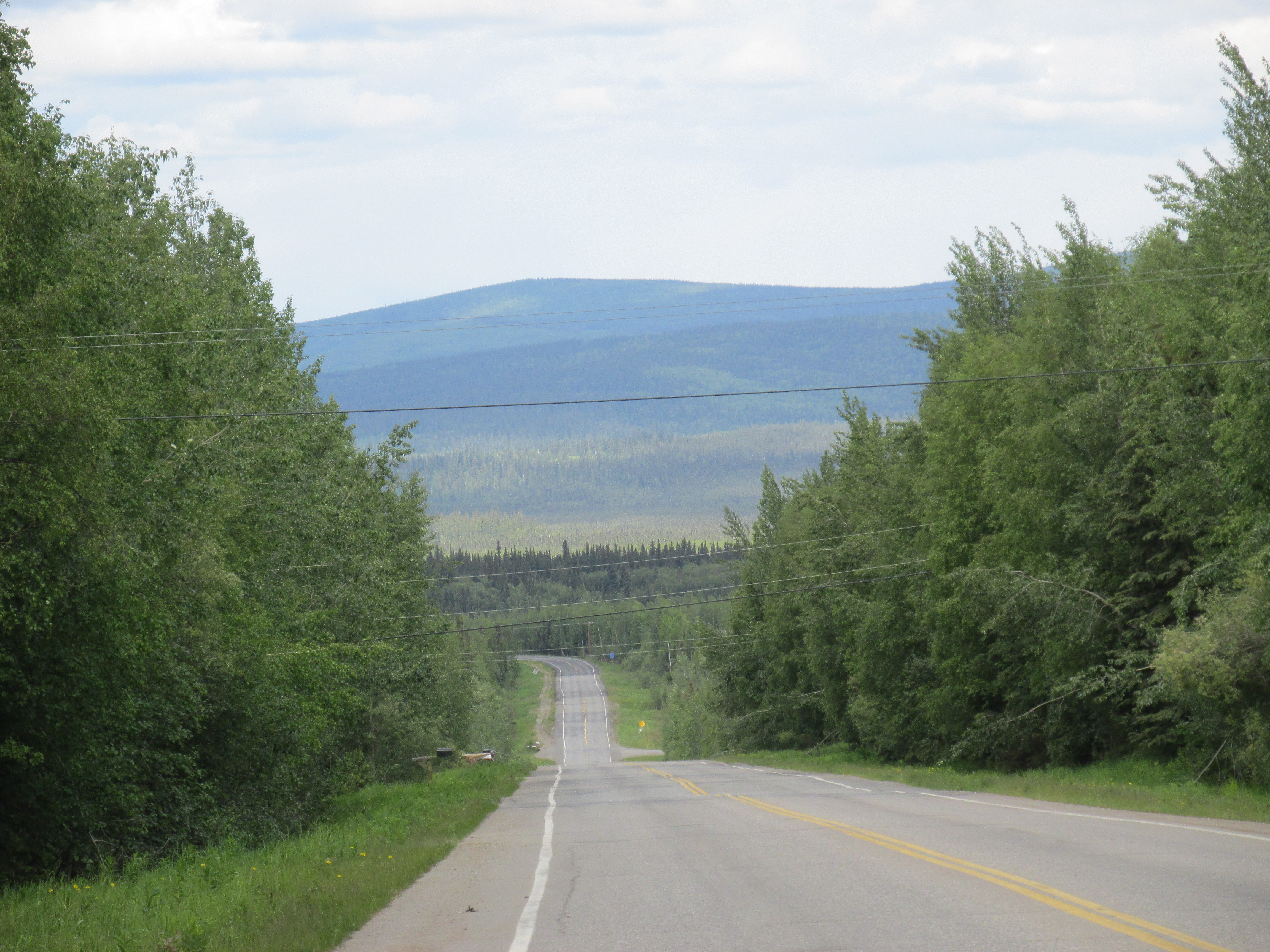
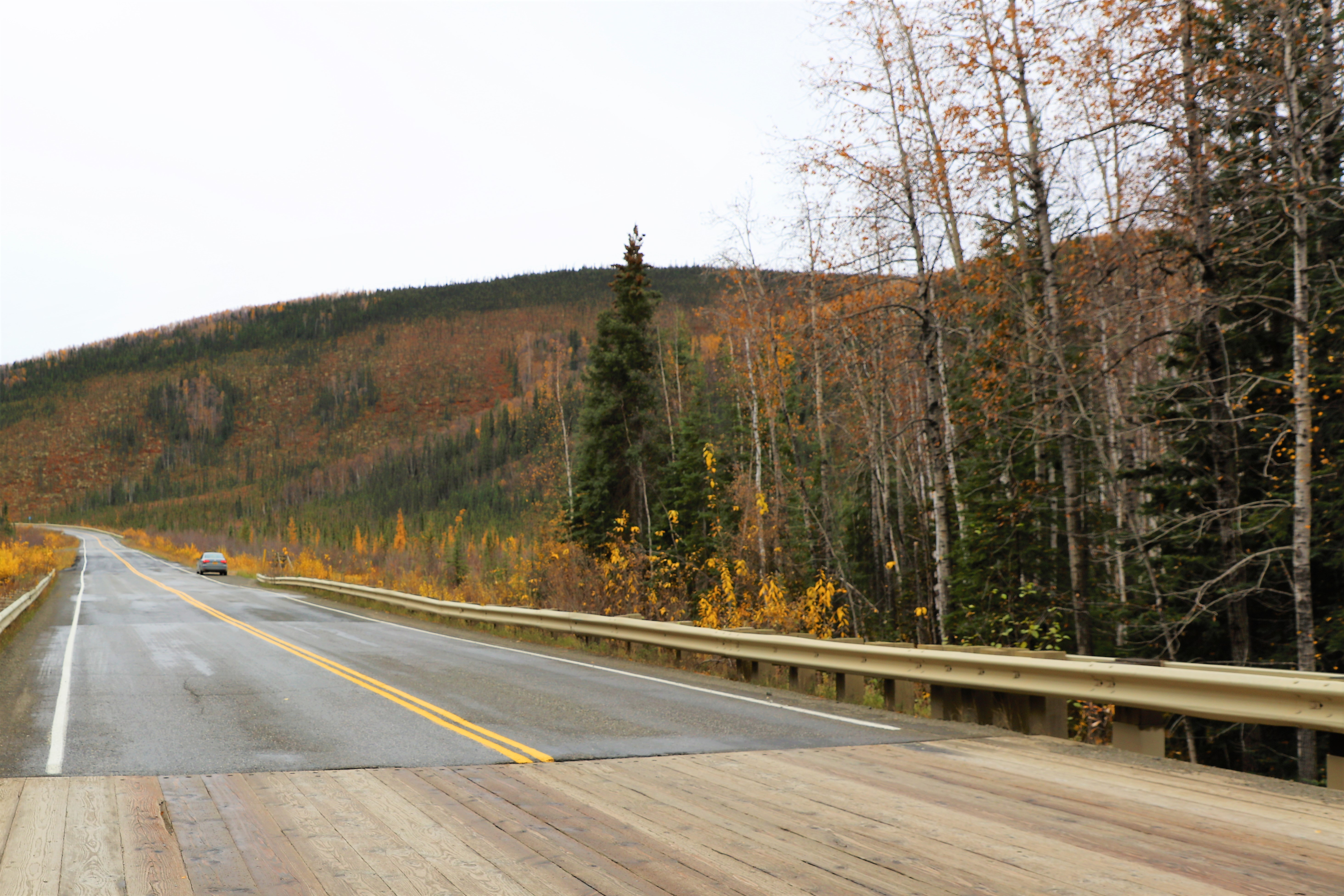
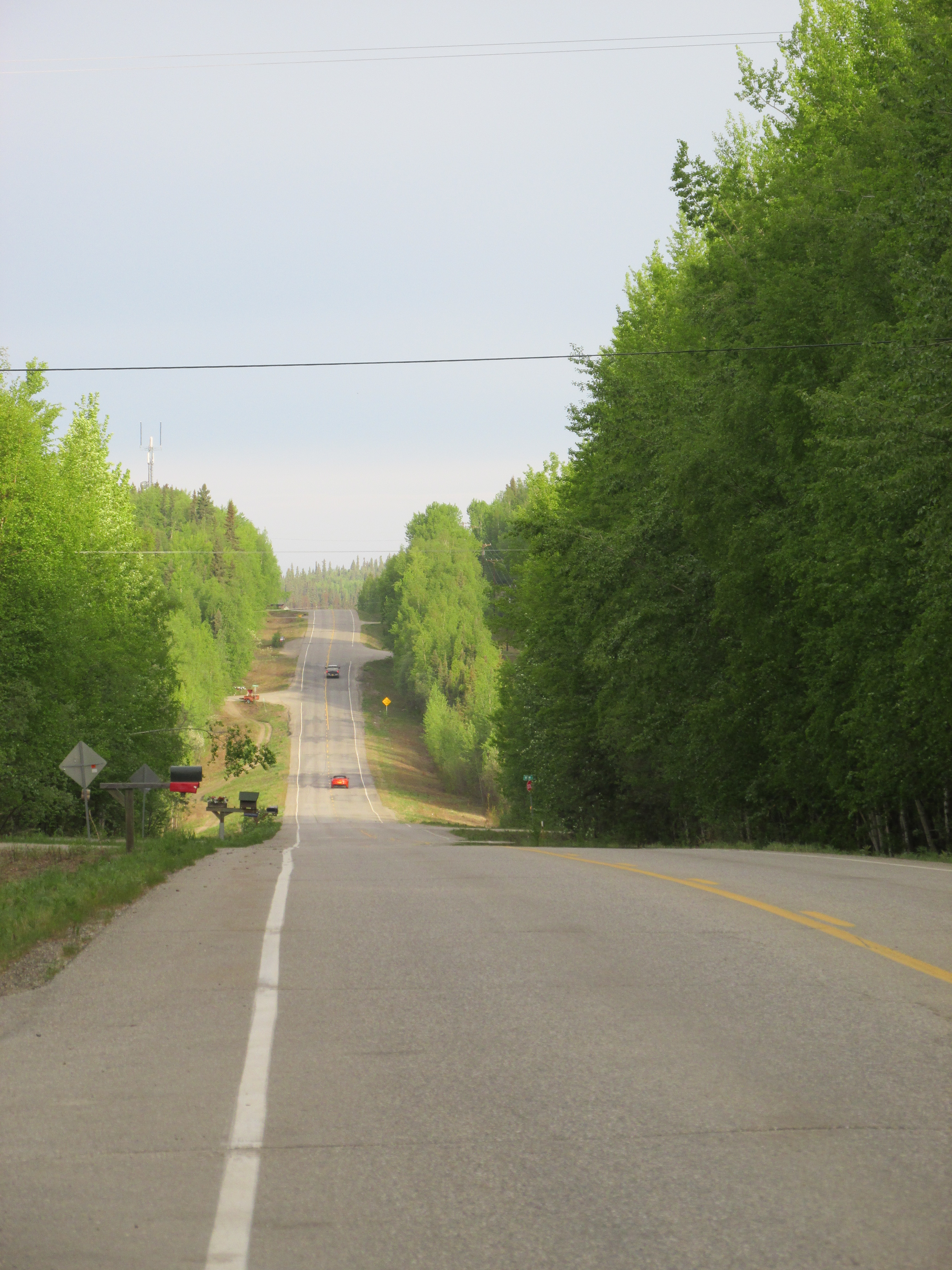
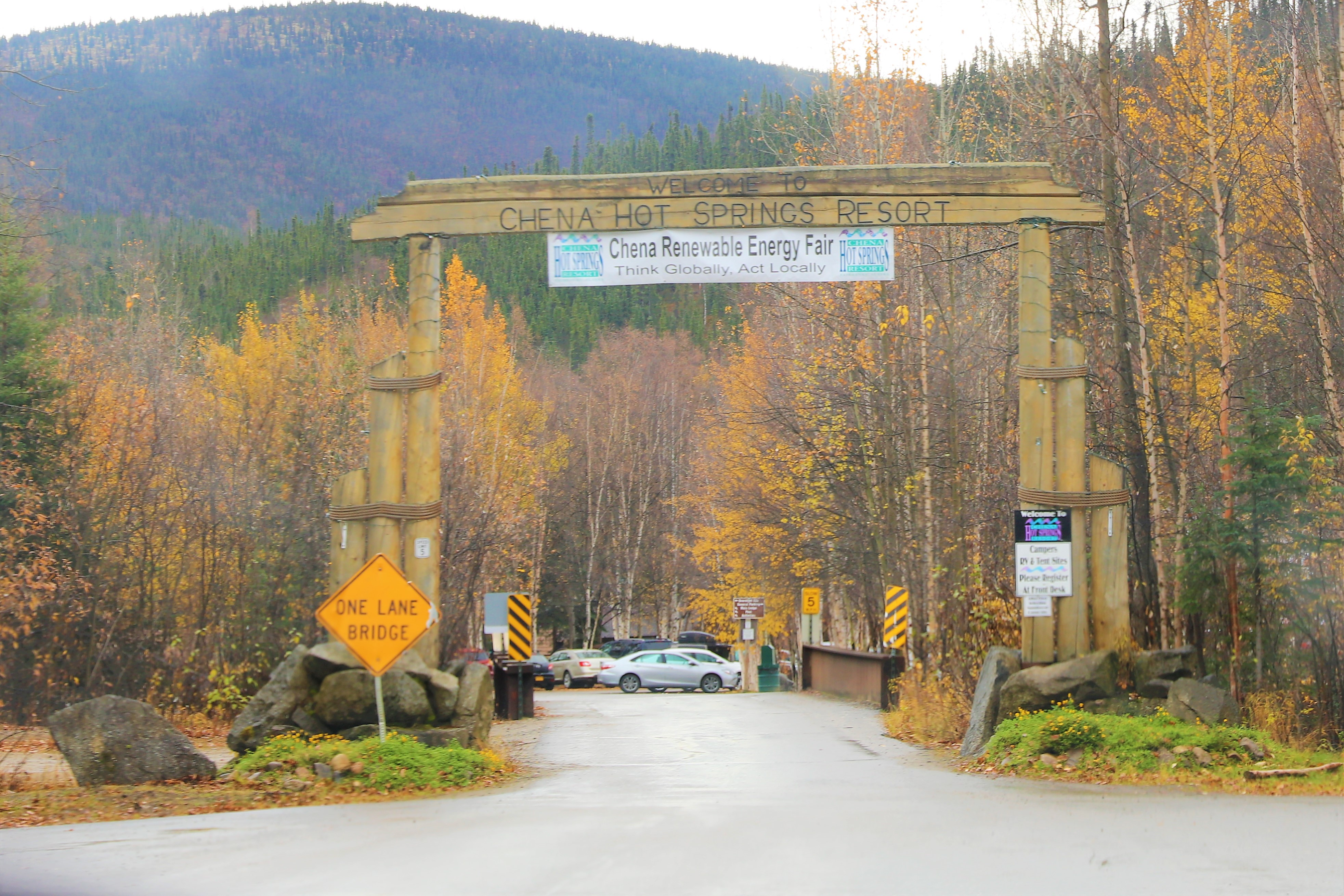

### Alcune strutture

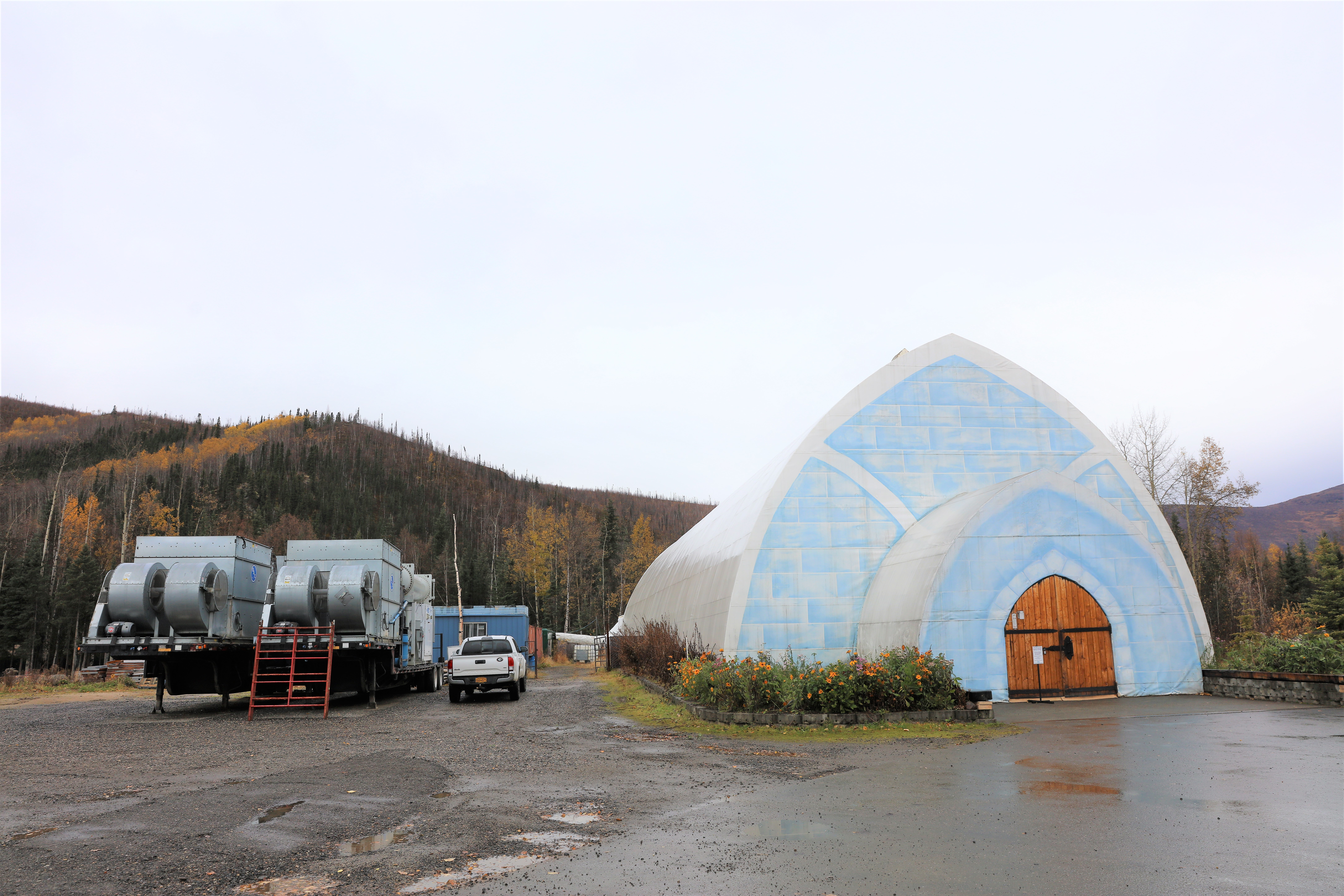
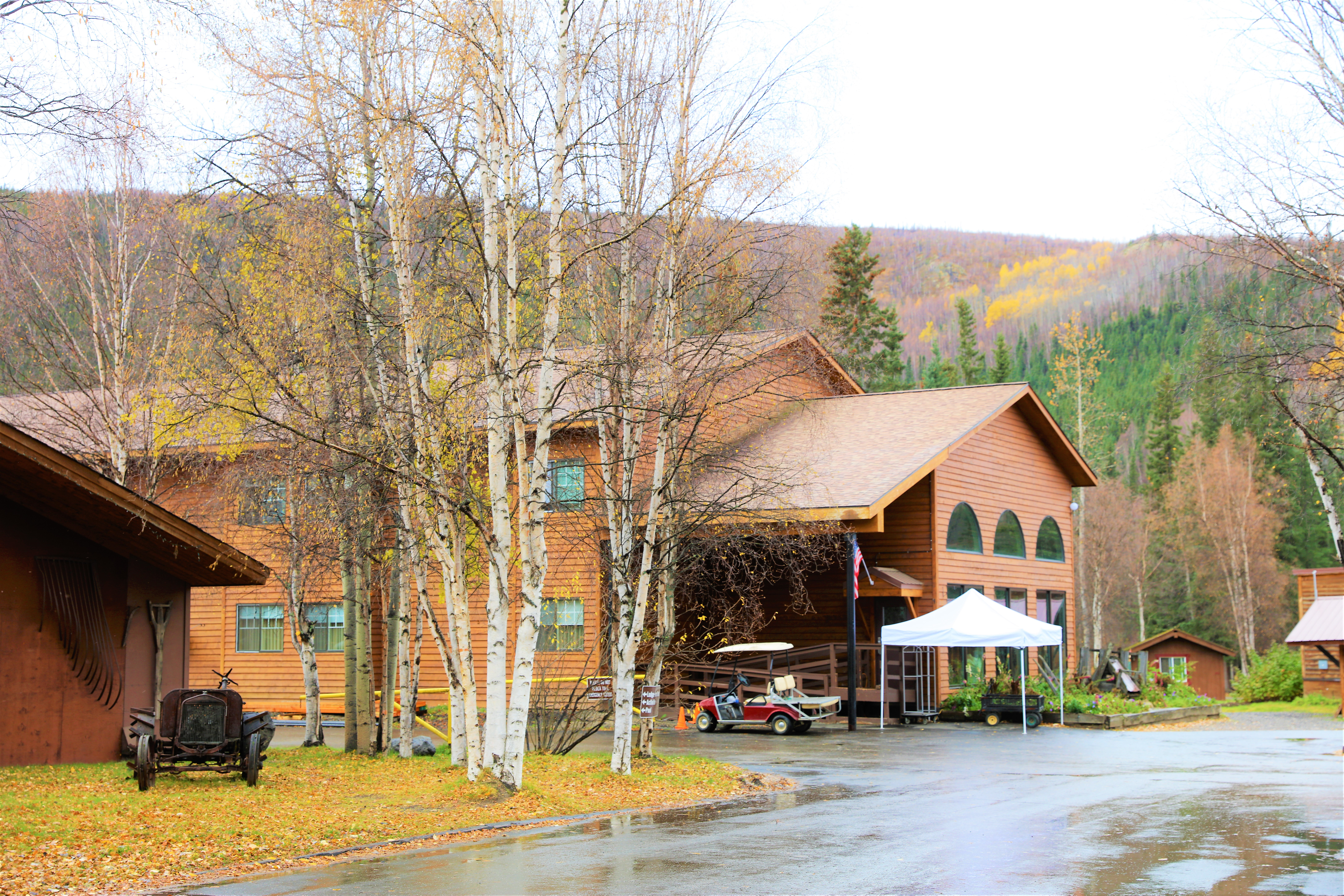
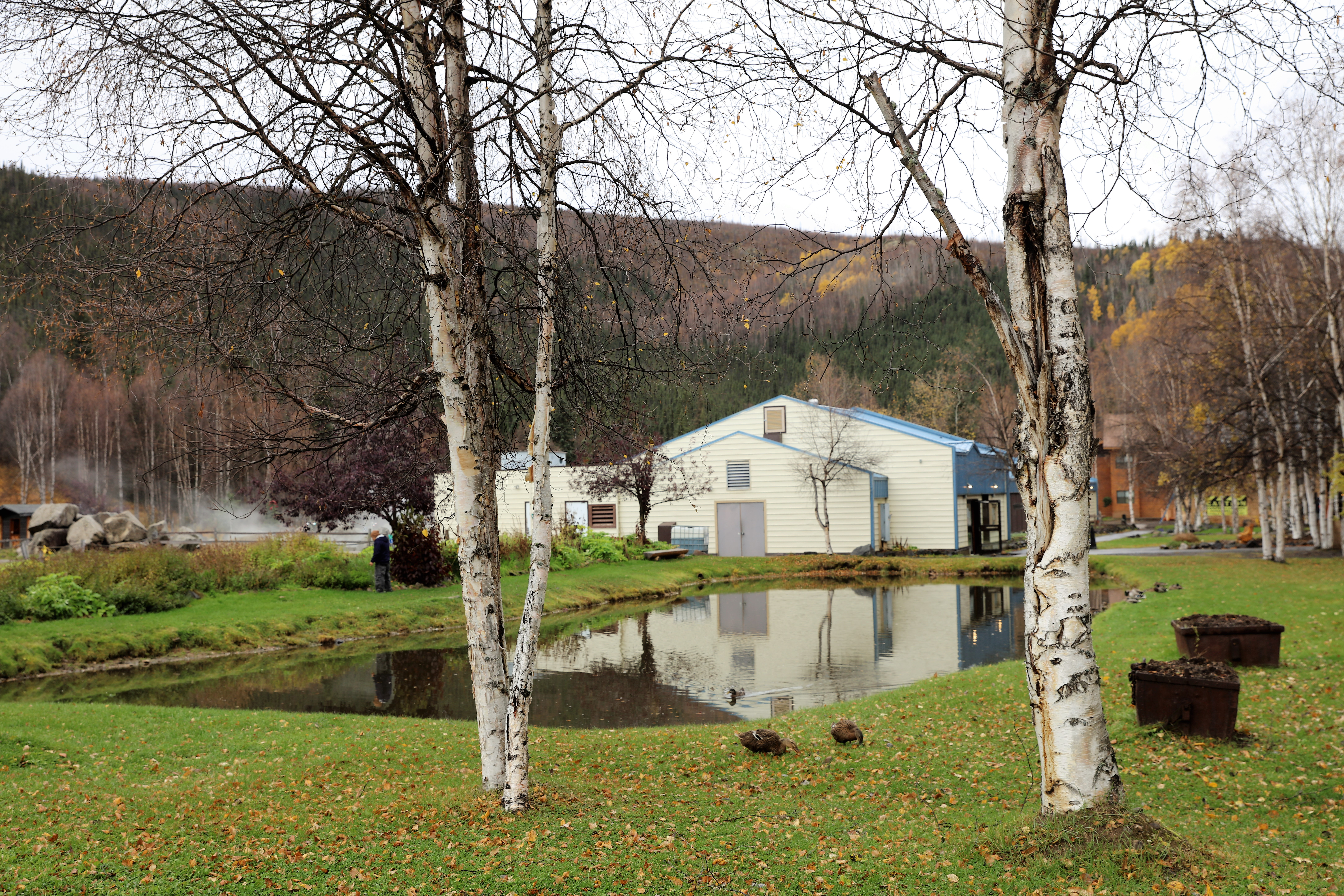
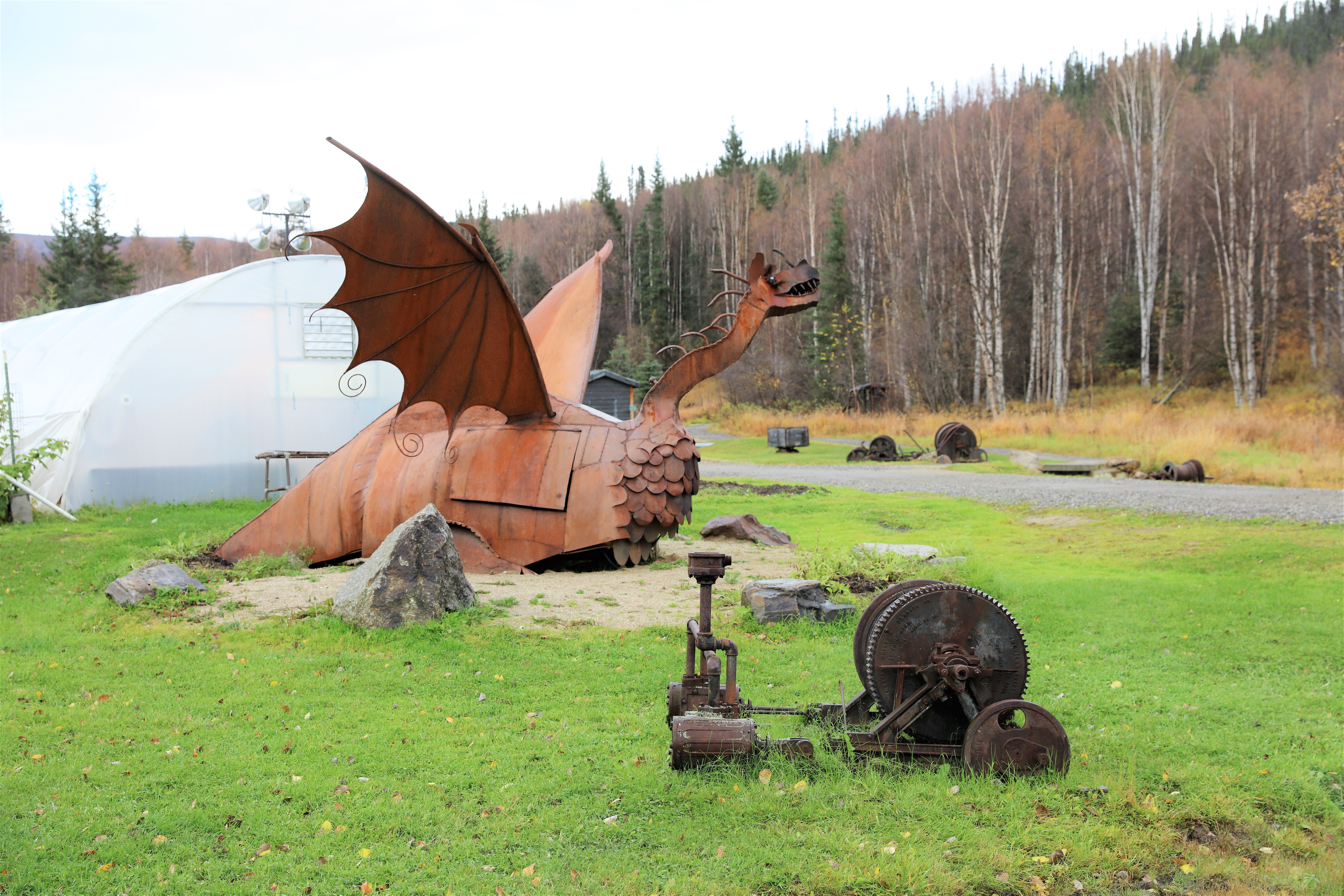